# 111 Ate
111 Ate eller 1935 AA är en asteroid upptäckt 14 augusti 1870 av astronomen Christian Heinrich Friedrich Peters i Clinton, New York. Asteroiden har fått sitt namn efter Ate inom grekisk mytologi.